# 江苏凤凰文艺出版社
江苏凤凰文艺出版社有限公司是中华人民共和国江苏省的一家文艺出版社，原名江苏文艺出版社（Jiangsu Literature and Art Publishing House），成立于1958年，后曾一度并入江苏人民出版社，1985年底重新挂牌。现居于凤凰出版传媒集团旗下，2010年4月1日起采用现名。
ISBN代码为978-7-5399。出版有期刊《同学》。
该社2010年负责出版由北京时代华语图书股份有限公司发行的讲谈社旗下轻小说《刀语》。2010年5月，该社进军影视行业。

## 关联作品
- （美国）地海传奇六部曲（共6册）（厄休拉·勒古恩著，蔡美玲译）

### 轻小说
- （日本）《刀语》（西尾维新著，竹绘）